# Drahoška
Drahoška je menší vodní tok ve Svitavské pahorkatině, pravostranný přítok Loučné v okrese Svitavy v Pardubickém kraji. Potok je dlouhý jeden kilometr, plocha povodí činí 4,87 km².

## Průběh toku
Potok vyvěrá ze stejnojmenné studánky severně od lokality Černá Hora východně od Litomyšle v nadmořské výšce 372 metrů. Potok teče západním směrem a protéká kolem zimního stadionu a městského hřbitova. Potok podtéká Zámeckou ulici, po které vede silnice II/358. Jižně od Smetanova náměstí se Drahoška zprava vlévá do Loučné v nadmořské výšce 331 metrů.